# 达维德·拉约什
达维德·拉约什（匈牙利語：Dávid Lajos，1913年—1944年），匈牙利男子乒乓球运动员。他曾获得4枚世界乒乓球锦标赛金牌。